# ديبورا نيلسون
ديبورا نيلسون (بالإنجليزية: Deborah Nelson)‏ هي صحفية أمريكية، ولدت في 13 يناير 1953.